# Rhododendron impeditum 'Moerheimii'
Sorten Rhododendron impeditum 'Moerheimii' er en lav busk med en kompakt og kugleformet vækst. Busken er en hybrid, hvor Rhododendron impeditum formentlig har været den ene af forældrearterne. Rododendron impeditum 'Moerheimii' kendes på de lyst lavendelblå blomster.

## Beskrivelse
Bladene er stedsegrønne og bredt ovale. Oversiden er blågrøn og blank, mens undersiden er mat lysegrøn. Blomstringen sker ved månedsskiftet april-maj, hvor busken bærer talrige stande med forholdsvis små, lysviolette blomster. Frugterne er tørre, opsprækkende kapsler.
Rodnettet er meget tæt forgrenet med filtede finrødder. Planten er afhængig af at få etableret en symbiose med mykorrhiza-svampe.
Højde x bredde og årlig tilvækst: 1,50 x 2,00 m (8 x 15 cm/år).

## Anvendelse
Sorten er – som alle bladstedsegrønne – sart over for barfrost. Den bør derfor plantes i let skygge fra bygninger eller overstandere.

## Andre sorter
'Moerheim's Pink' blomstrer i maj med pinkrosa tragtformede blomster i åben klase med op til otte blomster.